# Strade Bianche 2016
La Strade Bianche 2016, decima edizione della corsa, valida come evento dell'UCI Europe Tour 2016 e della Coppa Italia 2016, si è disputata il 5 marzo 2016 su un percorso totale di 176 km, inserita nella classe 1.HC, la massima categoria continentale.
È stata vinta per la terza volta dallo svizzero Fabian Cancellara, che ha concluso la gara in 4h39'35", alla velocità media di 37,77 km/h. A ruota dello svizzero è arrivato il ceco Zdeněk Štybar, mentre sul terzo gradino del podio si è piazzato l'italiano Gianluca Brambilla.

## Percorso
La gara per la prima volta prende il via dalla città di Siena, precisamente dalla Fortezza Medicea e come da tradizione il traguardo d'arrivo è posto in Piazza del Campo, per una distanza complessiva di 176 km. Sono circa 53 i chilometri di strade sterrate da affrontare suddivisi in nove settori. 
Il percorso è caratterizzato, oltre che dallo sterrato, da un tracciato molto ondulato e accidentato accompagnato da numerose curve. Due sono i principali tratti in salita su asfalto: il Passo del Rospatoio della lunghezza di circa 5 km al 5% di pendenza e l'ascesa a Montalcino, una salita di 4 km al 5%. Come nelle precedenti edizioni a due Km dall'arrivo ha inizio l'ultima salita di Porta di Fontebranda con pendenza al 9%-10%. La pendenza massima è posta in via di Santa Caterina (16%) a 500 metri dal traguardo finale di Piazza del Campo che si raggiunge in leggera discesa percorrendo via Banchi di Sotto e via Rinaldini.
Settori di strade bianche
| Settore Numero | Nome                  | Chilometri          | Lunghezza (km) | Categoria         |
| -------------- | --------------------- | ------------------- | -------------- | ----------------- |
| 1              | Vidritta              | dal 11,1 al 13,1    | 2,1            | [..]              |
| 2              | Str. Com. di Murlo    | dal 39,8 al 45,8    | 5,5            | [..]              |
| 3              | Lucignano d'Asso      | dal km 67,8 al 79,7 | 11,9           | * · * · *         |
| 4              | Pieve a Salti         | dal 80,6 al 90,2    | 8              | [..]              |
| 5              | San Martino in Grania | dal 103,6 al 113    | 9,5            | [..]              |
| 6              | Monte Sante Marie     | dal 122 al 133,4    | 11,5           | * · * · * · * · * |
| 7              | Montaperti            | dal 151,7 al 152,5  | 0,8            | *                 |
| 8              | Colle Pinzuto         | dal 156,6 al 159    | 2,4            | * · * · * · *     |
| 9              | Le Tolfe              | dal 162,7 al 164    | 1,1            | * · * · *         |

## Squadre partecipanti
Sono 18 le formazioni al via della corsa, 12 appartenenti alla categoria World Tour e 6 UCI Professional Continental Team: Androni Giocattoli-Sidermec, Bardiani-CSF, CCC Sprandi Polkowice, Nippo-Vini Fantini, Southeast-Venezuela e Team Novo Nordisk.
| N.    | Cod. | Squadra                     |
| ----- | ---- | --------------------------- |
| 1-8   | EQS  | Etixx-Quick Step            |
| 11-18 | ALM  | AG2R La Mondiale            |
| 21-28 | AND  | Androni Giocattoli-Sidermec |
| 31-38 | AST  | Astana Pro Team             |
| 41-48 | BAR  | Bardiani-CSF                |
| 51-58 | BMC  | BMC Racing Team             |
| 61-68 | CCC  | CCC Sprandi Polkowice       |
| 71-78 | LAM  | Lampre-Merida               |
| 81-88 | LTS  | Lotto-Soudal                |

| N.      | Cod. | Squadra             |
| ------- | ---- | ------------------- |
| 91-98   | MOV  | Movistar Team       |
| 101-108 | NIP  | Nippo-Vini Fantini  |
| 111-118 | OGE  | Orica-GreenEDGE     |
| 121-128 | STH  | Southeast-Venezuela |
| 131-138 | TLJ  | Team Lotto NL-Jumbo |
| 141-148 | TNN  | Team Novo Nordisk   |
| 151-158 | SKY  | Team Sky            |
| 161-168 | TNK  | Tinkoff             |
| 171-178 | TFS  | Trek-Segafredo      |

## Ordine d'arrivo (Top 10)
| Pos. | Corridore            | Squadra  | Tempo    |
| ---- | -------------------- | -------- | -------- |
| 1    | Fabian Cancellara    | Trek     | 4h39'35" |
| 2    | Zdeněk Štybar        | Etixx    | s.t.     |
| 3    | Gianluca Brambilla   | Etixx    | a 4"     |
| 4    | Peter Sagan          | Tinkoff  | a 13"    |
| 5    | Petr Vakoč           | Etixx    | a 34"    |
| 6    | Greg Van Avermaet    | BMC      | a 37"    |
| 7    | Diego Ulissi         | Lampre   | a 41"    |
| 8    | Tiesj Benoot         | Lotto    | s.t.     |
| 9    | Lars Petter Nordhaug | Sky      | s.t.     |
| 10   | Alejandro Valverde   | Movistar | a 50"    |